# Норберт Винер
Норберт Винер (енгл. Norbert Wiener; Колумбија, 26. новембар 1894 — Стокхолм, 18. март 1964) је био амерички математичар, информатичар и оснивач кибернетике као науке.

## Биографија

### Детињство и младост
Норберт Венер је рођен у јеврејској породици као прво дете Лава Винера и Берте Кан. Још током детињства постао је постао познат као „чудо од детета“. Пошто је завршио Ајер гимназију, 1906. године са 11 година старости, Винер се уписао на Тафтс колеџ у Медфорду, поред Бостона. Дипломирао је математику 1909. са 14 година, након чега је започео студије зоологије на Харварду. Године 1910. уписује се на Универзитет Корнел, где студира филозофију.
Харвард је наградио Винера докторатом 1912. године, када је имао свега 17 година, за дисертацију о математичкој логици. 
Упркос потицању из јеврејске породице, Винер је касније постао агностик.

## Научни рад
Радови Винера на противавионском оружју, утицали су да почне истраживати теорију информатике. Открио је винер филтер и формулисао је законе кибернетике. Учествоаво је у стварању постулата роботике, компјутерске контроле и аутоматике. Његови радови на пољу електронике и информатике, имали су значајан утицај и на науке попут биологије, филозофије и социологије. По политичком убеђењу био је пацифиста, те је током Хладног рата на њега гледано са подозрењемБио је противник милитаризације, те је након Другог светског рата одбијао сваку новчану накнаду од стране владе САД, за свој научни рад. Био је противник нуклеарног наоружавања и није добио позив владе САД да учествује у пројекту Менхетн.Добитник је великог броја признања за свој рад и сматра се једним од највећих математичара 20. века.
Кратер Винер на Месецу назван је по њему.